# Skeppsholmskyrkan

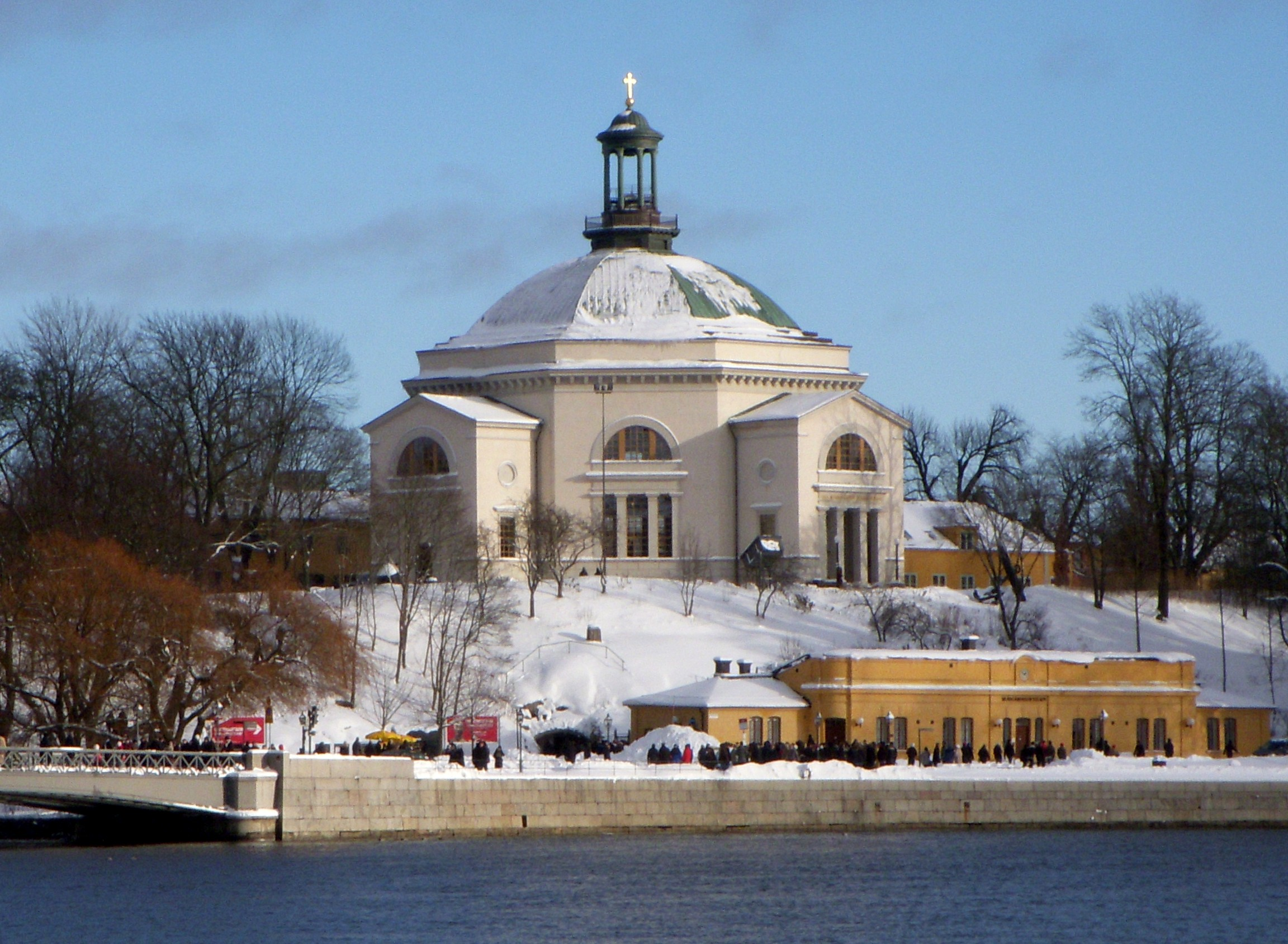
Skeppsholmskirche

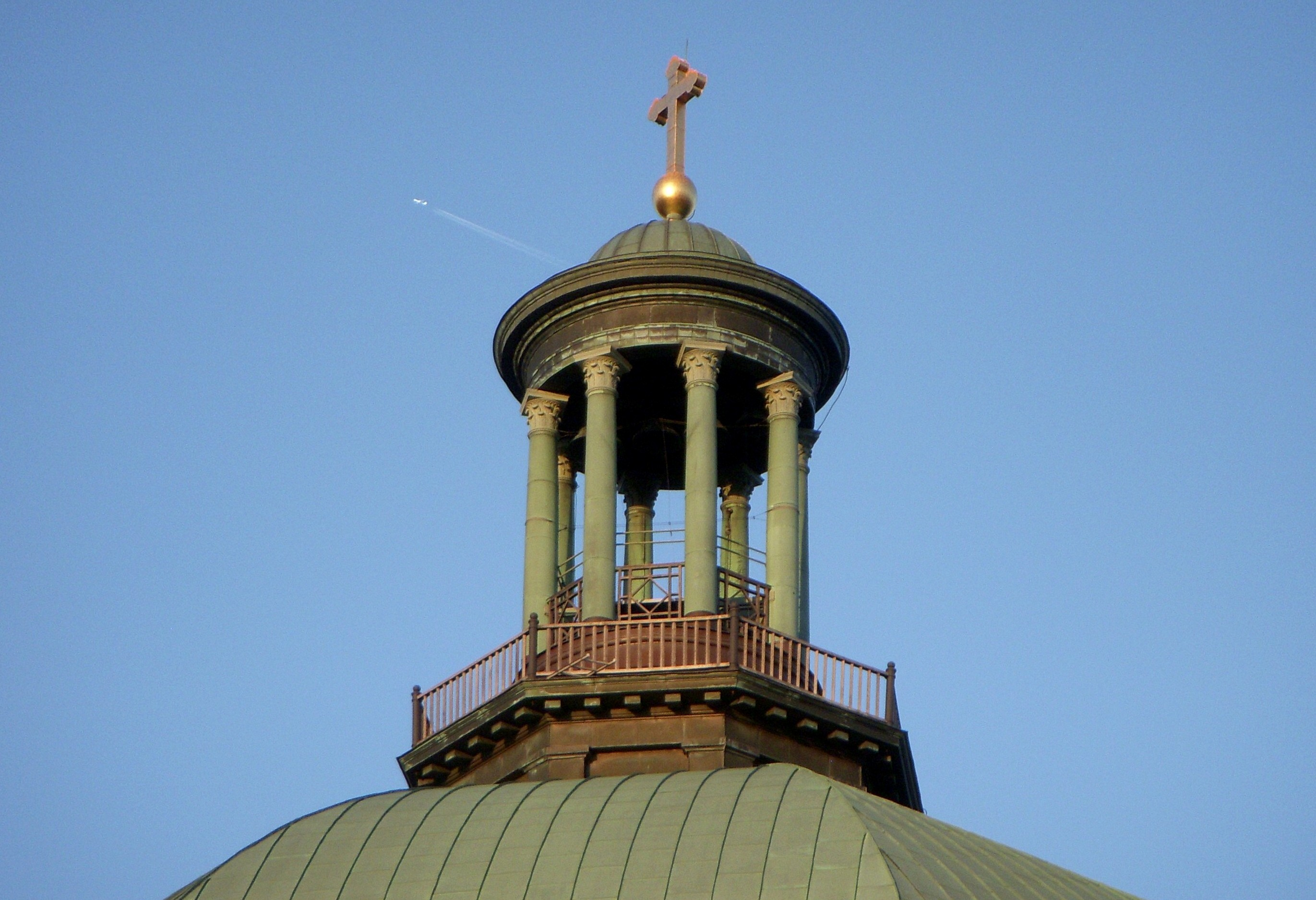
Die Turmspitze

Die Skeppsholmskirche (schwedisch Skeppsholmskyrkan, eigentlich Carl Johans kyrka (nach Carl XIV. Johan)) ist ein ehemaliges Kirchengebäude auf der Insel Skeppsholmen in Stockholm. Seit Mai 2009 befindet sich im Gebäude ein Konzertsaal mit dem Namen Eric Ericsonhallen.

## Geschichte
Der Bau der Kirche wurde 1824 unter Leitung von Fredrik Blom begonnen. Das Gebäude sollte die ehemalige Holmkirche ersetzen, die 1822 abgebrannt war und sich dort befand, wo heute das Nationalmuseum steht. Nach der Fertigstellung der charakteristischen Kuppel war die Kirche 1833 prinzipiell fertig. Die offizielle Einweihung erfolgte aber erst am 24. Juli 1842, nachdem die Kuppel mit einem verglasten Turm erweitert worden war. Fredrik Blom holte sich seine Inspiration für das Gebäude vom Pantheon in Rom und von der Trefaldighetskyrkan in Karlskrona.
Im Dezember 2001 wurde die Kirche offiziell in einen Profanbau verwandelt, was die weitere Nutzung des Gebäudes erleichterte. Seit Mai 2009 trägt die ehemalige Kirche den Namen Eric Ericsonhallen, benannt nach dem Chorleiter und Dirigenten Eric Ericson. Seitdem befindet sich das internationale Chorzentrum Eric Ericson International Choral Centre im Gebäude.

## Orgel
Die erste Orgel in der Vorgängerkirche wurde 1662 von Frans Bohl, Stockholm erbaut. Im Jahr 1702 befand sich dort ein Instrument des Orgelbauers Carnaus. Ein Orgelpositiv von Pehr Strand, Stockholm wurde 1822 geschaffen. Die 1835 von Pehr Zacharias Strand geschaffene einmanualige Orgel mit 8 Registern wurde 1877 an die Tjureda kyrka verkauft. Aus dem Jahr 1873 stammte ein Instrument von Per Larsson Åkerman mit 18 Registern auf zwei Manualen.
Die gegenwärtige Orgel wurde 1930 von E A Setterquist & Son, Örebro erbaut. Sie verfügt über eine pneumatische Traktur. Der Prospekt wurde von der 1873 erbauten Orgel übernommen. Im Jahr 1942 fand eine Umdisposition durch die Orgelbaufirma E A Setterquist & Son statt. Die Disposition ist folgendermaßen:
| I Hauptwerk C–f3 |       |
| Principal        | 16′   |
| Principal        | 8′    |
| Flûte harmonique | 8′    |
| Gedackt          | 8′    |
| Oktava           | 4′    |
| Flöjt            | 4′    |
| Kvinta           | 2 ⁄3′ |
| Oktava           | 2′    |
| Cornett 4 chor   |       |
| Trumpet          | 8′    |

| II Schwellwerk C–f3 |     |
| Gedackt             | 16′ |
| Basetthorn          | 8′  |
| Rörflöjt            | 8′  |
| Salicional          | 8′  |
| Fugara              | 8′  |
| Eolin               | 8′  |
| Voix celeste        | 8′  |
| Flûte octaviante    | 4′  |
| Waldflöjt           | 2′  |
| Mixtur 3-4 chor     |     |
| Oboe                | 8′  |

| Pedal C–d1 |     |       |
| Subbas     | 16′ |       |
| Violon     | 16′ |       |
| Ekobas     | 16′ | tr II |
| Borduna    | 8′  | tr I  |
| Koralbas   | 4′  |       |
| Flöjtbas   | 2′  |       |

- Koppeln:
  - Normalkoppeln: II/I, I/P, II/P
  - Superoktavkoppeln: I 4′/I
  - Suboktavkoppeln: II 16′/II
- Spielhilfen: Registerschweller, 3 freie und 4 feste Kombinationen